# جوزيف سميث (دبلوماسي)
جوزيف سميث (بالإنجليزية: Joseph Smith)‏ (و. 1682 – 1770 م) هو دبلوماسي، وناشر، ومصرفي، وجامع تحف، وراعي فنون من مملكة بريطانيا العظمى، ولد في لندن، توفي في البندقية، عن عمر يناهز 88 عاماً.

## مناصب
تولى منصب سفير المملكة المتحدة
.

## روابط خارجية
- جوزيف سميث على موقع الموسوعة البريطانية (الإنجليزية)